# Portugees-Guinea
Portugees-Guinea (Portugees: Guiné Portuguesa) was het Portugese overzeese gebiedsdeel dat in 1974 onafhankelijk werd onder de naam Guinee-Bissau. 

## Geschiedenis
Het gebied werd in 1446 door Portugal geclaimd. In 1588 werd begonnen met het bouwen van de nederzetting Cacheu dat tot 1640 bestuurd werd vanuit het Portugese Kaapverdië en daarna een aparte kolonie werd. In 1687 werd Bissau gesticht. Bissau werd tot 1696 bestuurd vanuit Cacheu en daarna werd het een aparte kolonie. Vanaf 1753 werd Bissau bestuurd vanuit Kaapverdië en in 1879 werden Bissau en Cacheu samengevoegd tot de kolonie Portugees-Guinea. In 1951 werd Portugees-Guinea een overzeese provincie van Portugal en in 1974 werd het land onafhankelijk als Guinee-Bissau. 